# Bernabé de Módena

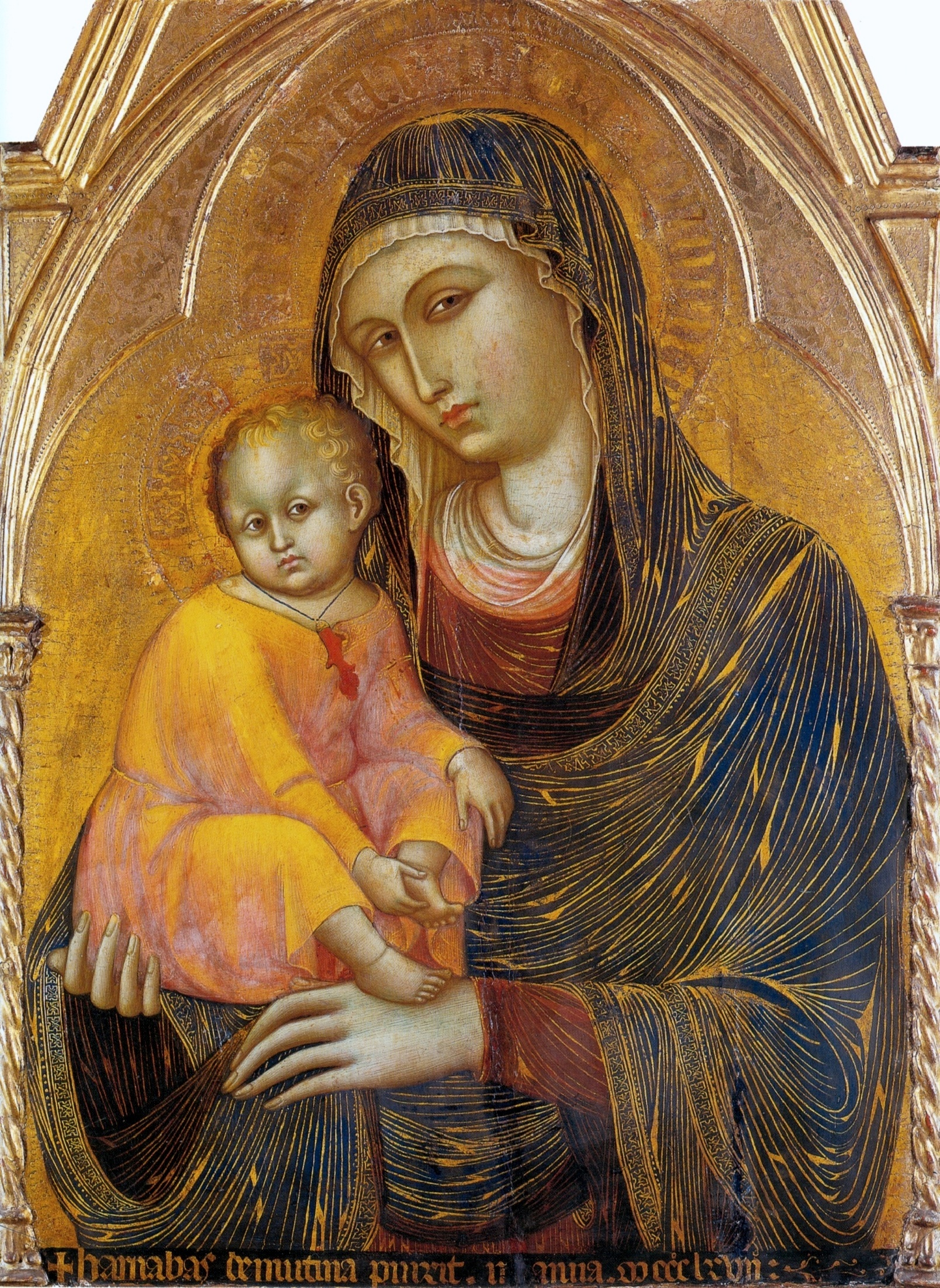
Virgen con Niño, obra de Bernabé de Módena, 1367, tabla, 118 × 87 cm, Städelsches Kunstinstitut, Fráncfort del Meno.

Bernabé de Módena (en italiano: Barnaba da Modena) fue un pintor italiano de estilo italo-gótico de mediados del siglo XIV, que trabajó en Lombardía. 
Hay una pintura suya en la iglesia de San Francisco en Alba. 
Una Virgen con el Niño de Fráncfort del Meno, fue pintado en un estilo bizantino.
Dos obras suyas se conservan en el Museo de la catedral de Murcia: el retablo de la Virgen de la Leche, realizado en 1367 bajo el patrocinio de la familia Manuel y el políptico de Santa Lucía, encargo de la familia Oller. Ambas obras se cuentan entre las que contribuyeron a difundir el estilo gótico italiano en España.